# Virgile Moine
Pour les articles homonymes, voir Moine (homonymie).
 (avril 2019).
Si vous disposez d'ouvrages ou d'articles de référence ou si vous connaissez des sites web de qualité traitant du thème abordé ici, merci de compléter l'article en donnant les références utiles à sa vérifiabilité et en les liant à la section « Notes et références ».
Virgile Moine est un homme politique suisse, né le 4 mars 1900 à Courroux (BE) décédé le 1er janvier 1988 dans la localité de Liebefeld, à Köniz (BE).

## Biographie
Virgile Moine étudie les lettres et la philosophie à Neuchâtel et à Berne. En 1929. il obtient un doctorat en défendant une thèse intitulée le Jura bernois et le mouvement démocratique de 1830-31. De 1933 à 1948, il est directeur de l’École normale, à Porrentruy.
Membre du Parti radical-démocratique, il est élu au Gouvernement bernois en 1948. Il dirige la justice de 1948 à 1952, puis l’instruction publique de 1952 à 1966. Il siège au Conseil national de 1943 à 1948.
Virgile Moine a été impliqué dans la Question jurassienne. En août 1964, avec le conseiller fédéral Paul Chaudet, il est chahuté lors d’une manifestation séparatiste aux Rangiers.
À l’armée, Virgile Moine a été colonel d’état-major général et commandant de régiment.
Virigile Moine est le père de la politicienne et journaliste Geneviève Aubry. Docteur honoris causa de la faculté des sciences de l’université de Berne (1966), il est l’auteur de nombreuses publications historiques et pédagogiques et de récits de voyages.

## Œuvres
- 1848-1948 : Un peuple, une constitution. Le centenaire de l'État fédératif, Berne 1948
- Défense spirituelle du pays, Berne 1938
- L’École normale des instituteurs du Jura à Porrentruy, 1837-1937, Berne 1937
- Renaissance de Bellelay, Delémont 1960